# LOVE LIFE
LOVE LIFE es el quinto álbum de estudio de la cantante japonesa hitomi, lanzado el 13 de diciembre del año 2000 bajo el sello avex trax.

## Información
Este es para muchos el mejor álbum de la cantante, pero sí se puede afirmar que es uno de los que representan mejor la etapa de la cantante hitomi en la era que experimentó de incursión dentro del género del Rock.
Zentarō Watanabe es el principal responsable del sonido Rock dentro del álbum, ya que fue el quien arregló la mayoría de las canciones. Los sencillos LOVE 2000, MARIA y Kimi ni KISS fueron éxitos dentro de Japón (todos dentro de los 20 primeros lugares de Oricon, y todos estilos Rock/Pop). Dentro del álbum fue incluida una versión re-arreglada de MARIA, que también posteriormente fue incluida en la segunda compilación de la cantante.
La portada de este álbum de hitomi desnuda causó algo de controversia por su similitud al álbum LOVEppears de la cantante Ayumi Hamasaki, originalmente lanzado un año antes. Este es el álbum que posteriormente le dio el nombre al subsello creado por hitomi en el 2005, bautizado con el nombre de LOVE LIFE RECORDS.

## Lista de canciones
1. «It's only access»
2. «LOVE 2000»
3. «MARIA» (Álbum Mix)
4. «PARASIDE»
5. «REGRET»
6. «Love me darling»
7. «FAT FREE»
8. «Kitsuku Aishite yo» (キツク愛してよ?)
9. «OVER THE WORLD»
10. «Pray»
11. «Kimi ni KISS» (キミにKISS?)
12. «LOVE LIFE»
13. «Kodoku na Sora» (孤独な空?)

- Datos: Q9018257